# ヴァスデーヴァ
ヴァスデーヴァ（梵: वसुदेव、IAST：Vasudeva）は、アーナカドゥンドゥビ（梵: आनकदुन्दुभि、IAST：Ānakadundubhi）とも呼ばれる、インド神話の登場人物。アーナカドゥンドゥビの名は彼が生まれた時、神々が叩いた太鼓の音が聞こえたことに由来する。ヤヤーティの息子ヤドゥの子孫、ヤーダヴァ族の王シューラとマーリシャーの子。妃デーヴァキーとローヒニーとの間にアーナンタの化身バララーマとヴィシュヌ神の化身クリシュナをもうけた。

## 人生
マトゥラーの王カンサはヴァスデーヴァとデーヴァキーの子供によって殺されると予言されていたので、2人を投獄し、彼らから生まれる子供たちを次々と殺していった。こうして6人の子供が殺されたが、第7子のバララーマは生まれる前にデーヴァキーの胎内からローヒニーの胎内に移された。このときローヒニーはナンダの治めるゴークラ（牛飼村）にいて、バララーマを無事出産した。また第8子クリシュナが生まれると、ヴァスデーヴァは牢屋を抜け出してゴークラに行き、クリシュナをナンダの妻ヤショーダーの生まれたばかりの娘とすり替え、カンサにその娘を渡した。カンサは娘をデーヴァキーの子と思って殺した。その娘はヨーガ・マーヤー女神の化身であり、女神が現れて「お前を殺す者は別の場所に生まれている」といさめたので、カンサはこれまでの罪業を悔いて、2人を解放したという。

## 家族
ヴァスデーヴァはヤーダヴァ族の王シューラとマリーシャーとの間に生まれた。兄弟にデーヴァバーガ、デーヴァシュラヴァス、アーナカ、サンジャヤ、シュヤーマカ、カンカ、シャミカ、ヴァトサカ、ヴルカ、姉妹にプリター、シュルタデーヴァー、シュルタキールティ、シュルタシュラヴァー、ラージャディデヴィーがいる。プリターはクンティーボージャに養子に出されたため名をクンティーと改めた。また異母兄弟にナンダがいる。

### 妻と子供

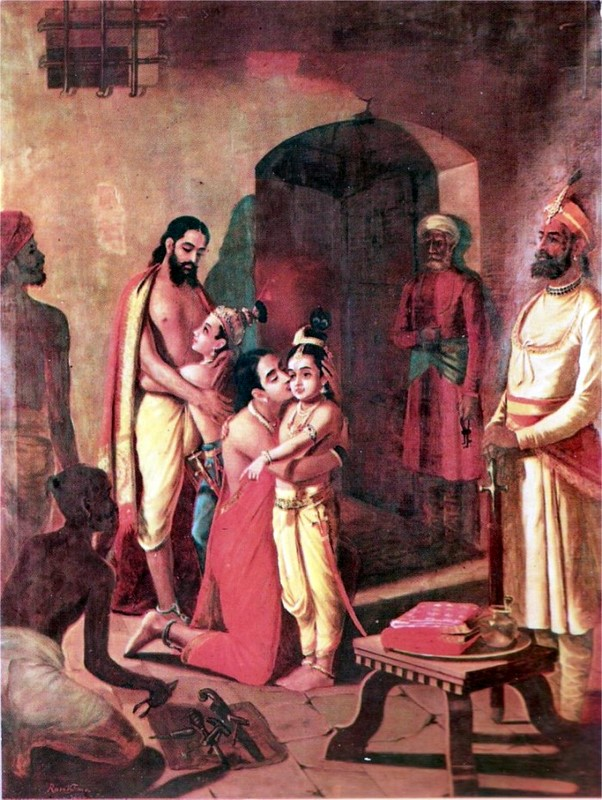
両親と会うクリシュナとバララーマ（ラヴィ・ヴァルマ）

ヴァスデーヴァの妃に、デーヴァキー、バドラー、ローヒニー、マディラーがいる。また、デヴァカの7人の娘（デーヴァキーを除く）シャーンティデヴァー、ウパデヴァー、シュリデヴァー、デヴァラクシター、サハデヴァー、ドルタデヴァーと結婚した。さらにパウラヴィー、ロカナー、イラーという妃が存在する。
デーヴァキーとの間に6人の子供とバララーマ、クリシュナ、スバドラーが生まれた。しかしバララーマはヨーガの力によってローヒニーの胎内に移されたとされる。また、ローヒニーとの間にバラ、ガダ、サーラナ、ドゥルマダ、ヴィプラ、ドルヴァ、カルタなどが生まれた。